# Zdeněk Dohnal
Zdeněk Dohnal (nascido em 11 de agosto de 1948) é um ex-ciclista olímpico tchecoslovaco. Representou sua nação nos Jogos Olímpicos de Verão de 1972 e 1976.